# Бражник Маака
Бражник Маака (Marumba maackii) — вид лускокрилих комах родини Бражникові (Sphingidae).

## Назва
Вид названо на честь Річарда Маака, російського натураліста, дослідника Сибіру та Далекого Сходу.

## Поширення
Бражник Маака поширений у Північно-Східній Азії. Зустрічається на північному сході Китаю, у Північній та Південній Кореї, на Далекому Сході Росії, в Японії на острові Хокайдо. Вид мешкає у світлих лісах.

## Спосіб життя
Гусінь живиться листям різних видів липи.